# آنا بلوخ
آنا بلوخ (بالدنماركية: Anna Bloch)‏ هي كاتبة سير ذاتية وممثلة دنماركية، ولدت في 2 فبراير 1868 في هورسينس في الدنمارك، وتوفيت في 25 نوفمبر 1953 في كوبنهاغن في الدنمارك. من الجوائز التي نالتها Ingenio et arti ‏ سنة 1910.

## جوائز
- Ingenio et arti [الإنجليزية]‏ (1910)